# Айкурцио
Айкурцио (итал. Aicurzio) — город в Италии, в провинции Монца-э-Брианца области Ломбардия.
Население составляет 2012 человек, плотность населения составляет 990 чел./км². Занимает площадь 2 км². Почтовый индекс — 20040. Телефонный код — 00039.
Покровителем города считается святой апостол Андрей. Праздник города ежегодно празднуется 30 ноября.